# Kahmari Montgomery
Kahmari Montgomery (né le 16 août 1997 à Plainfield) est un athlète américain, spécialiste du 400 mètres.

## Biographie
Il remporte le titre du relais 4 x 400 m et se classe cinquième du 400 m lors des championnats du monde juniors 2016. En 2017, il remporte la médaille d'argent du relais 4 x 400 m aux Universiades d'été à Taipei.
Lors des Penn Relays 2018, il court le dernier relais en 43 s 38, établissant le record de cette compétition. Le 23 juin 2018, il remporte le titre national à Des Moines en 44 s 58, nouveau record personnel. Quelques jours plus tard, il s'impose lors des Championnats NACAC 2018 sur 4 x 400 m.
Étudiant à l'Université de Houston, il remporte le titre du 400 m lors des championnats NCAA en plein air 2019, à Austin, en portant son record personnel à 44 s 23.

## Palmarès

### International
| Date | Compétition                   | Lieu             | Résultat | Épreuve   | Temps         |
| ---- | ----------------------------- | ---------------- | -------- | --------- | ------------- |
| 2016 | Championnats du monde juniors | Kazan            | 5e       | 400 m     | 46 s 48       |
| 2016 | Championnats du monde juniors | Kazan            | 1er      | 4 × 400 m | 3 min 2 s 39  |
| 2017 | Universiade                   | Taipei           | 2e       | 4 × 400 m | 3 min 6 s 68  |
| 2018 | Championnats NACAC            | Toronto          | 1er      | 4 × 400 m | 3 min 0 s 60  |
| 2018 | Coupe du monde                | Londres          | 1er      | 4 × 400 m | 2 min 59 s 78 |
| 2019 | Ligue de diamant              | Ligue de diamant | 5e       | 400 m     | 45 s 31       |

### National
- Championnats des États-Unis d'athlétisme :
  - 400 m : vainqueur en 2018
- Championnats NCAA :
  - 400 m : vainqueur en 2019

## Records

### Records personnels
| Épreuve | Temps   | Lieu   | Date        |
| ------- | ------- | ------ | ----------- |
| 400 m   | 44 s 23 | Austin | 7 juin 2019 |

### Meilleures performances par année
| Année | Temps   | Date         | Lieu       | Rang |
| ----- | ------- | ------------ | ---------- | ---- |
| 2014  | 46 s 82 | 31 mai 2014  | Charleston |      |
| 2015  | 46 s 24 | 30 mai 2015  | Charleston |      |
| 2016  | 45 s 13 | 14 mai 2016  | Tuscaloosa |      |
| 2017  | 46 s 76 | 12 mai 2017  | Columbia   |      |
| 2018  | 44 s 58 | 23 juin 2018 | Des Moines | 15   |
| 2019  | 44 s 23 | 7 juin 2019  | Austin     | 2    |